# Malleodectes
Malleodectes — рід незвичайних сумчастих, вперше виявлений у 2011 році в Ріверслі, Квінсленд, Австралія. Він міг виростати за розміром, як тхір, і жив у міоцені, 17 мільйонів років тому. Причина його назви, що означає «молотокусач», полягає в тому, що він має тупі, схожі на молот, зуби, не відомі жодному іншому ссавцю, що дійшов до наших днів чи вимер. Однак Скотт Хокнулл з Квінслендського музею помітив схожість із сучасним рожевим сцинком (Cyclodomorphus gerrardii), рептилією, що спеціалізується на поїданні равликів.

## Таксономія
Опис нових таксонів, роду і двох видів, був опублікований у 2011 році на основі скам'янілого матеріалу, знайденого в Ріверслі.
- ряд Dasyuromorphia

- родина Malleodectidae

- рід Malleodectes

- вид Malleodectes arenai
- вид Malleodectes mirabilis
- вид Malleodectes moenia

- рід Gaylordia